# Microcos africana
Microcos africana är en malvaväxtart som beskrevs av Karl Ewald Maximilian Burret. Microcos africana ingår i släktet Microcos och familjen malvaväxter. Inga underarter finns listade i Catalogue of Life.